# Jaylon Henderson
Jaylon Henderson (geb. 15. April 1997 in Kingwood, Houston, Texas, Vereinigte Staaten) ist ein US-amerikanischer American-Football-Spieler auf der Position des Quarterbacks. Er spielt in der Saison 2025 für die Paris Musketeers in der European League of Football (ELF). Mit den Potsdam Royals gewann er zwei Mal den GFL Bowl.

## Karriere
2016 war Henderson an der University of Texas at San Antonio, blieb aber Redshirt. Im folgenden Jahr wechselte er an Trinity Valley Community College. Hier kam er auf 100 erfolgreiche Pässe bei 187 Versuchen mit insgesamt 1081 Yards und neun Touchdowns, bei einer Interception. Zudem lief er 85 mal für 382 Yards und drei Touchdowns. Schließlich wechselte er zu den Boise State Broncos. In der Saison 2018 absolvierte er drei Spiele. In der folgenden Saison kam er neun Mal zum Einsatz, davon vier Mal als Starter. Er kam auf 89 Pässe bei 143 Versuchen für 1080 Yards und zwölf Touchdowns bei zwei Interceptions. Er lief zusätzlich für 156 Yards und zwei Touchdowns. Er gewann mit den Broncos die Meisterschaft der Mountain West Conference und wurde als Offensive Most Valuable Player des Finals ausgezeichnet.
Nachdem Henderson eineinhalb Jahre als Finanzberater gearbeitet hatte, kehrte er zum Football zurück. Er spielte in der Saison 2022 für die Vegas Night Hawks in der Indoor Football League.  Nach der Saison spielte er noch für die Panasonic Impulse in der japanischen X-League und zog mit diesen ohne Niederlage in den Rice Bowl ein, unterlag dort jedoch. In den acht Spielen kam er auf 107 erfolgreiche Pässe bei 166 Versuchen für 1484 Yards und 15 Touchdowns bei fünf Interceptions. Zur Saison 2023 wechselte er zu den Potsdam Royals in die German Football League (GFL). Mit den Royals gewann er zwei Mal in Folge die Deutsche Meisterschaft, in der Saison 2024 sogar in einer perfekten Saison.